# Roccaberti
I Roccaberti, Roccabert o Rocabertí sono stati una nobile famiglia catalana, con membri attestati tra il XIV e il XVIII secolo.

## Storia
Una tradizione li vuole discendenti da un Goffredo che avrebbe sposato Atailda, figlia altrimenti non attestata di Ataulfo e di Galla Placidia; da questo Goffredo avrebbero avuto origine i visconti di Roccaberti, conti di Peralada e marchesi di Anglesola.
I Roccaberti catalani risiedevano a Barcellona ed a Molins de Rei. La figlia di Dalmazio, Timbora o Timbors, fu giudicessa consorte d'Arborea per aver sposato, nel 1336, Mariano IV (1317-1375). Furono i genitori di Ugone III e di Eleonora d'Arborea: la generazione si estinse nel 1407 con la morte di Mariano V.
Il capostipite del ramo siciliano è stato Dalmao Roccabert, prefetto di palazzo di Costanza d'Altavilla:  in una lettera di Federico II di Svevia, datata 30 giugno 1220, gli fu riconosciuto il possesso del castello della Zisa e venne rimarcata la sua discendenza dai reali Goti. Lignaggio approvato anche da vari diplomi, tra i quali uno di Pietro III d'Aragona, datato 12 agosto 1282, inviato in Catania ad un Arnaldo de Roccabert ed un altro di Alfonso V d'Aragona, inviato a Palermo il 25 aprile 1425.
Complessivamente la famiglia possedette oltre centocinquanta feudi ed oltre cinquanta ville.

## Arma
D'oro a tre pali di rosso, accostati da dodici rocchi di scacchiero di nero, posti 3, 3, 3, 3.